# Alice Englert
Alice Campion Englert (Sídney, 15 de junio de 1994) es una actriz australiana, conocida por su papel de Rosa en la película Ginger & Rosa  y Lena Duchannes en la película Beautiful Creatures, basada en el libro homónimo de Kami Garcia.

## Biografía
Englert nació en la ciudad de Sídney, Australia. Es hija de la directora neozelandesa ganadora del premio Oscar, Jane Campion y del cineasta australiano Colin David Englert. Se crio en Sídney y en otros lugares donde el trabajo de su madre llevó a la familia. Asistió a distintas escuelas en las ciudades de Nueva York, Londres, Nueva Zelanda, Sídney y Roma, una de los cuales fue la Sibford School, un internado en Oxfordshire, Inglaterra.
Sus padres se divorciaron cuando ella tenía siete años e hizo su debut en el cine a la edad de ocho en el film Listen, seguido, a los 12, por el cortometraje realizado por su madre The Water Diary. Poco después abandonó la escuela secundaria para convertirse en actriz.
En 2012 filmó su primer largometraje, el cual protagonizó junto a Elle Fanning. Fue el drama ambientado en los años 1960 Ginger & Rosa, por cuya actuación fue nominada a los premios British Independent Film. Su siguiente trabajo fue el filme de terror In Fear, seguido por el rol protagónico de Lena Duchannes en la adaptación cinematográfica de la novela de Kami Garcia y Margaret Stohl, Hermosas criaturas.

## Filmografía

### Cine
| Año  | Título             | Personaje      |
| ---- | ------------------ | -------------- |
| 2006 | The Water Diary    | Ziggy          |
| 2008 | Flame of the West  | Casey          |
| 2008 | 8                  | Ziggy          |
| 2012 | Ginger & Rosa      | Rosa           |
| 2013 | In Fear            | Lucy           |
| 2013 | Hermosas criaturas | Lena Duchannes |
| 2013 | Singularity        | Dolly          |
| 2016 | The Rehearsal      | Thomasin       |
| 2019 | Them That Follow   | Mara Childs    |
| 2021 | Body Brokers       | Opal           |
| 2021 | El poder del perro | Buster         |
| 2022 | You Won't Be Alone | Biliana        |
| 2023 | Bad Behaviour      | Dylan          |

### Televisión
| Año  | Título                        | Personaje       | Notas       |
| ---- | ----------------------------- | --------------- | ----------- |
| 2014 | New Worlds                    | Hope Russell    | 4 episodios |
| 2015 | Jonathan Strange & Mr Norrell | Lady Emma Pole  | 7 episodios |
| 2017 | Top of the Lake               | Mary Edwards    | 6 episodios |
| 2020 | Ratched                       | Dolly           |             |
| 2021 | The Serpent                   | Teresa Knowlton |             |
| 2022 | Dangerous Liaisons            | Camille         |             |

## Premios y nominaciones
| Año  | Premio                          | Categoría               | Película      | Resultado |
| ---- | ------------------------------- | ----------------------- | ------------- | --------- |
| 2012 | British Independent Film Awards | Mejor actriz de reparto | Ginger & Rosa | Candidata |